# Georges-Louis de Berghes
Georges-Louis de Berghes, in tedesco Georg Ludwig von Berghes (Bruxelles, 5 settembre 1662 – Liegi, 5 dicembre 1743) è stato un vescovo cattolico belga, 94º principe vescovo di Liegi.

## Biografia
Nato dall'antica casata dei Glymes, era figlio di Eugene de Berghes, II conte di Grimbergen, fratello di Philippe François de Berghes, I principe di Grimbergen e nipote del vescovo Alphonse de Berghes. Intraprese la carriera militare, divenendo tenente colonnello di cavalleria al servizio dei Paesi Bassi spagnoli. All'età di trentacinque anni, fu nominato canonico della Cattedrale di Notre-Dame-et-Saint-Lambert a Liegi. Nel 1724 fu eletto successore di Giuseppe Clemente di Baviera come principe vescovo di Liegi.
Ristabilì la residenza estiva a Seraing e istituì la pena di morte per la contraffazione. Proibì ai sacerdoti della diocesi di entrare nelle locande quando non erano in viaggio.
Morì a Liegi il 5 dicembre 1743. Come ultimo della sua casta, lasciò la sua considerevole fortuna ai poveri di Liegi. I suoi esecutori testamentari, delusi per la perdita dei forti introiti, la trasformarono in un fondo, il cui interesse venne devoluto annualmente ai poveri.

## Genealogia episcopale e successione apostolica
La genealogia episcopale è:
- Vescovo Jean Antoine Blavier, O.F.M. Conv.
- Vescovo Louis François Rossius de Liboy
- Vescovo Georges-Louis de Berghes

La successione apostolica è:
- Vescovo Jean Baptiste Gillis (1729)